# Humanics Sanctuary and Sculpture Park

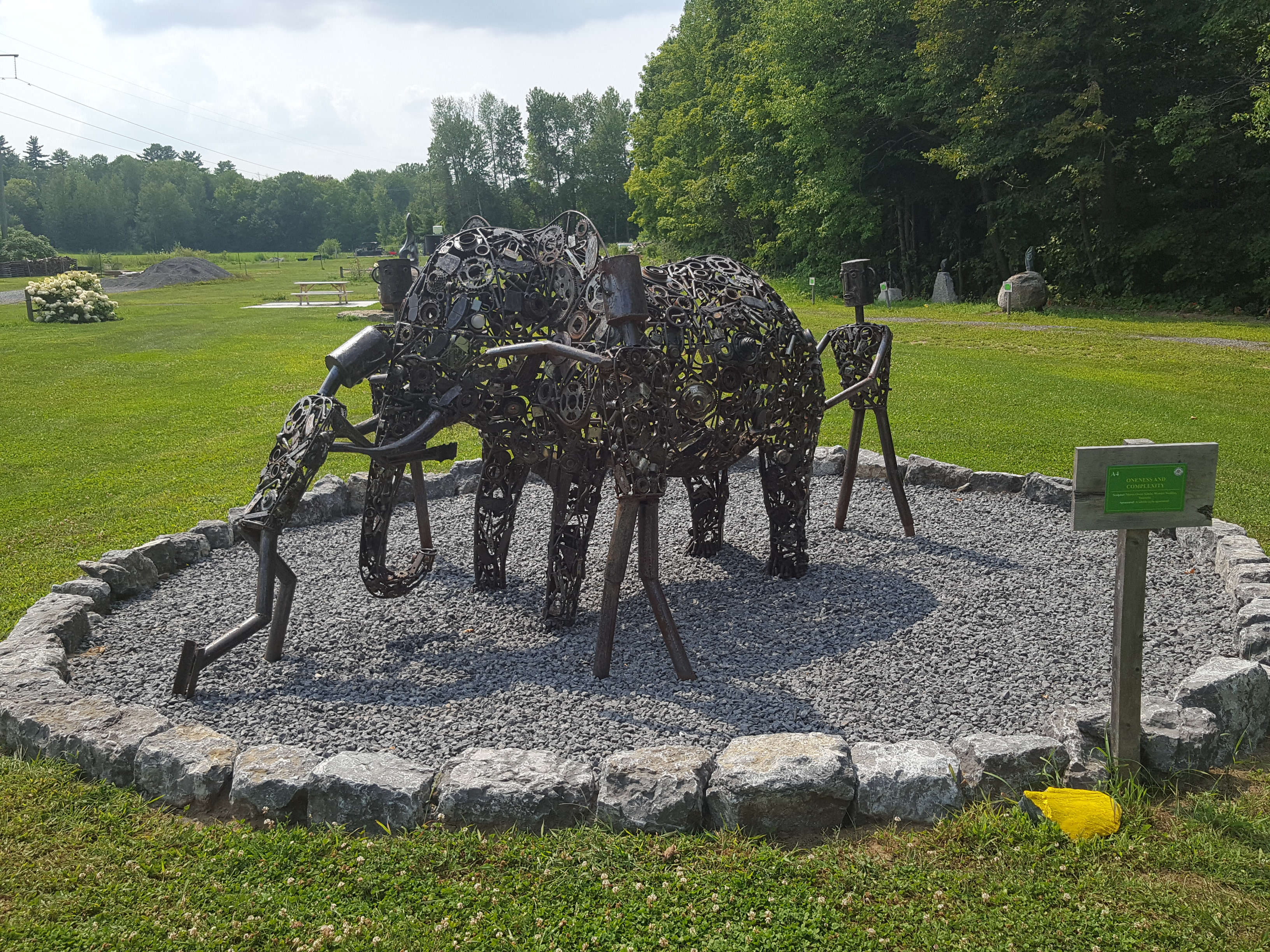
Eenheid en complexiteit, een sculptuur in het bezoekerscentrum van het park

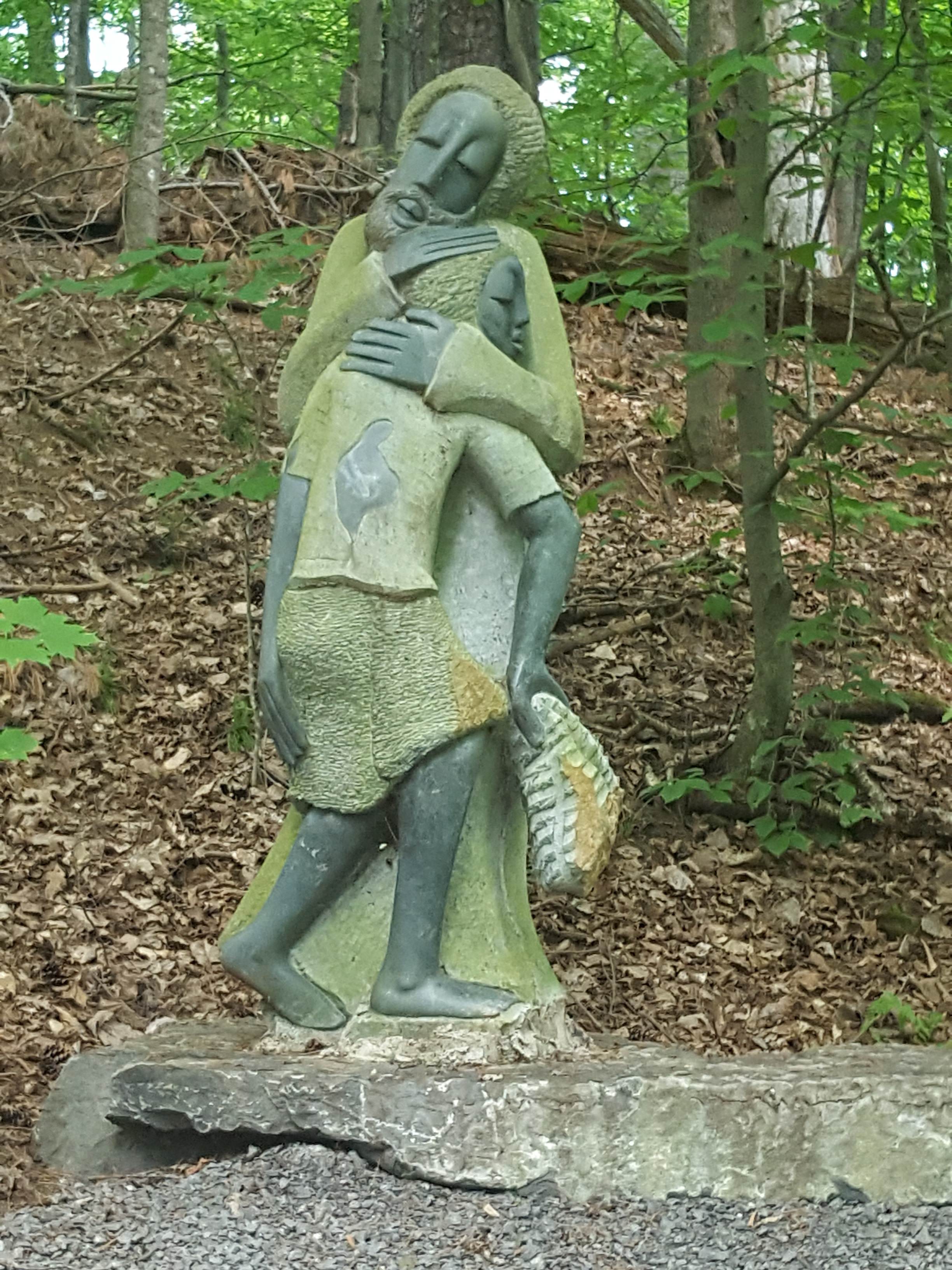
Terugkeer van de verloren zoon (Zone "Christendom")

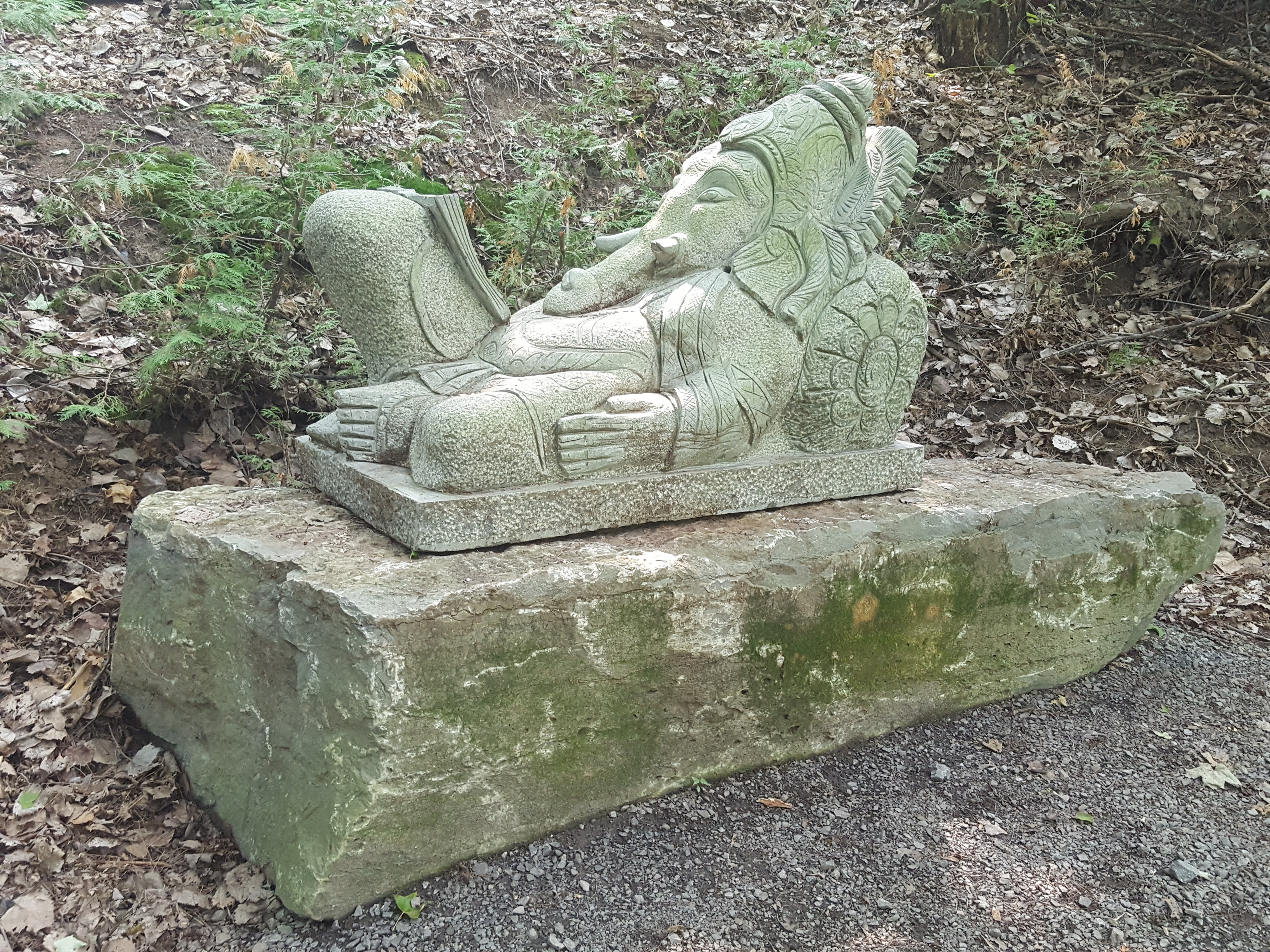
Ganesha, een god met een olifantenkop en een lingam-achitge slurf (Zone "Hindoeïsme")

Humanics Sanctuary and Sculpture Park is een mijlpaal in Ottawa, de hoofdstad van Canada.
Het is een landschapspark in particulier bezit dat openstaat als openbare attractie. Het bevat talrijke sculpturen die cultfiguren, gebeurtenissen en abstracte concepten van de religies, mythologieën en ethische leringen uit alle hoeken van de wereld voorstellen.
Het park is een non-profitorganisatie, die de toegangsprijzen op een zeer laag niveau houdt.

## Geschiedenis
In juli 2016 werd een voorproefje van het park voor het publiek gepresenteerd.
Het park werd in juli 2017 geopend door Dr. Ranjit Perera, die een stuk grond had gekocht in de gemeente Cumberland, Ontario (momenteel het meest oostelijke deel van de stad Ottawa). Het park bevindt zich op 3468 Old Montreal Road.
De inauguratie werd bijgewoond door premier Justin Trudeau, premier van Ontario Caitlin Wynn, burgemeester van Ottawa Jim Watson en andere eregasten.
Elk jaar worden er nieuwe sculpturen aan het park toegevoegd.

## Sculpturen
Momenteel omvat het park de volgende secties:
- Zone A Eenheid van Realiteit
- Zone B Menselijke waardigheid en respect
- Zone C Connectiviteit
- Zone D Boeddhisme
- Zone E Hindoeïsme
- Zone F Christendom
- Zone G Menselijke verantwoordelijkheid
- Zone H Confucianisme
- Zone I Jodendom
- Zone J Aboriginal Spiritualiteit
- Zone K Zoroastrisme
- Zone L Taoïsme en Shintoïsme
- Zone M Jaïnisme
- Zone N Sikhisme
- Zone O Bahai
- Zone P Islam

Zones H en van K tot P zijn nog in ontwikkeling.
Sommige sculpturen zijn gemaakt door inheemse of Afrikaanse beeldhouwers en naar Canada getransporteerd.
Gemiddeld brengen bezoekers 1 tot 1,5 uur door in het park.